# Alain Maleig
Pas d'image ? Cliquez ici

a Compétitions nationales et continentales officielles uniquement.

b Matchs officiels uniquement.
Alain Maleig, né le 10 juillet 1952 à Oloron-Sainte-Marie (France), est un joueur international français de rugby à XV, qui a joué avec le Stadoceste tarbais aux postes de deuxième ligne et de troisième ligne centre (1,88 m pour 104 kg).

## Biographie
Alain Maleig dispute son premier test match avec l'équipe de France le 17 février 1979 contre l'équipe du pays de Galles. Son dernier match international est contre l'équipe de Roumanie, le 23 novembre 1980.
Il est le troisième international de l'histoire du FC Oloron.
Le 11 novembre 1982, il joue avec les Barbarians français contre l'Argentine à Dax. Les Baa-Baas s'inclinent 8 à 22.

## Statistiques en équipe nationale
- Sélections en équipe de France : 7 (+ 9 non officielles et 1 avec France A).
- Sélections par année : 3 en 1979, 4 en 1980.
- Tournois des Cinq Nations disputés (2) : 1979, 1980.

## Palmarès
- Vainqueur du Challenge de l'Espérance en 1979 avec le FC Oloron.
- Finaliste du Championnat de France en 1988 avec le Stadoceste tarbais.